# Чень Цзінь
Чень Цзінь  (кит.: 陈金, 10 січня 1986) — китайський бадмінтоніст, олімпійський медаліст.

## Виступи на Олімпіадах
| Олімпіада  | Дисципліна       | Місце |
| ---------- | ---------------- | ----- |
| Пекін 2008 | одиночний розряд | 3     |